# Namjachingu
Namjachingu (kor. 남자친구; znany także jako Encounter) – południowokoreański serial telewizyjny. Główne role odgrywają w nim Song Hye-kyo oraz Park Bo-gum. Serial emitowany był na kanale tvN od 28 listopada 2018 do 24 stycznia 2019 roku, w środy i czwartki o 22:00.

## Obsada
- Song Hye-kyo jako Cha Soo-hyun
- Park Bo-gum jako Kim Jin-hyuk
- Jang Seung-jo jako Jung Woo-seok
- Moon Sung-keun jako Cha Jong-hyun
- Nam Ki-ae jako Jin Mi-ock
- Ko Chang-seok jako Nam Myeong-sik
- Kwak Sun-young jako Jang Mi-jin
- Cha Hwa-yeon jako Kim Hwa-jin
- Shin Jung-geun jako Kim Jang-soo
- Baek Ji-won jako Joo Yeon-ja
- P.O jako Kim Jin-myung
- Kim Joo-heon jako Lee Dae-chan